# Omán hívójelkörzetei
Omán jelenleg (2024) nincs felosztva hívójelkörzetekre.
Omán számára az ITU az A4 hívójelprefixet határozta meg.
| Prefix | Körzet | Hely/jelleg | ITU zóna | CQ zóna | 1 szintű QTH lokátor |
| ------ | ------ | ----------- | -------- | ------- | -------------------- |
| A4     | [0..9] | Omán        | 39       | 21      | LL                   |
| MP4M   |        | Kivezetve   | 39       | 21      | LL                   |
| VS9O   |        | Kivezetve   | 39       | 21      | LL                   |

## Lajstromjel
Vízi és légi járművek lajstromjelezéséhez a A4O prefixet használják.